# Abre o Portão Que Eu Cheguei
"Abre o Portão Que Eu Cheguei" é uma canção do cantor sertanejo Gusttavo Lima lançada no dia 8 de julho de 2016 nas plataformas digitais e como single no 5 de abril de 2017. Extraída do álbum 50/50, a canção tem uma pegada mais pop romântico, e o videoclipe já ultrapassou a marca de 55 milhões de visualizações no youtube. 

## Composição
Composição de Elvis Elan, Igor Soares e Arthur Cruz, a letra fala sobre um cara que está cansado de ser lembrado apenas na hora do prazer, mas por amar demais, não consegue sair da relação. "Tô cansando de sair no meio da noite e te satisfazer/ E um minuto depois de matar minha vontade eu me arrepender/ Sair de madrugada, do meio da balada/ Largo a minha vida pra viver você/ Só pra viver você", são trechos da canção.

## Lista de faixas
| Download digital no iTunes |                                |         |  |
| N.º                        | Título                         | Duração |  |
| 1.                         | "Abre o Portão Que Eu Cheguei" | 4:40    |  |

## Desempenho nas tabelas musicais
| Tabela musical (2017)                     | Melhor posição |
| ----------------------------------------- | -------------- |
| Brasil - Billboard Brasil Hot 100 Airplay | 1              |
| Brasil - Connect-Mix - top 200            | 5              |

### Tabelas de fim-de-ano
| Tabela musical (2017)                     | Melhor posição |
| ----------------------------------------- | -------------- |
| Brasil (Billboard Brasil Hot 100 Airplay) | 5              |